# Mapulu Kamayurá
Mapulu Kamayurá (Ipavu, região do Alto Xingu, 23 de junho de 1969) é uma pajé brasileira da etnia Kamayurá. Em 2018, recebeu o Prêmio Direitos Humanos, do Ministério de mesmo nome, por seu trabalho pela saúde dos povos indígenas (principalmente a saúde das mulheres).

## Formação xamânica
Mapulu Kamayurá é filha de Takumã e Kurimatá. Começou sua pajelança aos 15 anos quando adoeceu. Sofria de dores e coceiras na perna e passou dois meses deitada em redes, e isso representava, segundo a tradição, o evento que selou seu destino. O Anhangu (espírito) a escolheu para ser pajé e era a única cura para sua enfermidade. Quem a instruiu e a transformou foi seu próprio pai e pajé Takumã. A princípio, este não aceitou a instrução de Anhangu e tentou curar a filha por outros meios, o que no fim não deu certo.
Foram 7 anos acompanhando o seu pai vendo todo o processo necessário de cura, para finalmente tornar-se pajé. A pajelança se dá através do fumo do tabaco e de regras estritas para formação plena, tais como abstinência sexual, dieta alimentar restrita e reclusão. Mapulu ficou 3 meses reclusa e quase 18 meses sem contato sexual, incluindo com aquele que já era seu marido à época, o raizeiro Raul Yawlapití.
Em seus atendimentos, Mapulu conta com um alto conhecimento de ervas (seu pai e seu marido são raizeiros) e um varso arsenal de saberes tradicionais. Além disso, Mapulu é parteira também, tendo realizado cerca de mais de 10 partos.
“Mapulu tem atuado também na formação de novos pajés, sejam homens ou mulheres. Há alguns anos ela comandou a formação de dois jovens pajés Tapirapé, ajudando, assim, a promover o retorno aos ritos de cura e pajelança na Aldeia Urubu Branco, que sofria com o desaparecimento dos xamãs e curadores.”
Atualmente, só no grupo Kamayurá são 7 mulheres pajés, incluindo a filha mais velha de Mapulu.

## Movimento Feminino Indígena
“Algo de realmente novo despontava na vida cotidiana de várias aldeias indígenas, em diversos lugares do Brasil, nas duas últimas décadas. Aqui e ali surgiam mulheres que pareciam desafiar uma ordem secularmente estabelecida.”
A passagem acima é bastante significativa de um movimento feminino que vem crescendo entre as comunidades indígenas de todo o país, o de mulheres indígenas ocupando, cada vez mais, cargos de liderança política e religiosa, e exercendo outros papéis dos quais foram excluídas durante séculos. Obviamente, tal exclusão não pode ser encarada por uma lógica branca e ocidental, mas sim em um contexto de multiculturalismo, ou seja, com respeito à lógicas culturais de cada um dos povos e, sobretudo, à voz das mulheres indígenas.
Feita essa ressalva, algumas marcas da organização dos povos indígenas, no que diz respeito ao papel das mulheres:
O corpo feminino indígena é, assim como em muitas culturas, um elemento que condiciona a vida diárias dessas mulheres, pois, supostamente, seria um corpo impuro e mais fraco, devido à maitsot (menstruação, na língua Tupi, falada pelo Kamaiurá). Essa suposta fraqueza feminina, seria, portanto, a principal razão para a exclusão secular da mulher indígena das esferas do poder e do conhecimento mágico-espiritual.
Assim, o ciclo menstrual trata-se mesmo, de um tabu e impõe uma série de restrições à mulher kamaiurá, incluindo a reclusão durante a menarca. A menina kamayurá, na ocasião de seu primeiro ciclo menstrual, passa por um período de reclusão] (que pode durar de 6 meses a anos, sendo a média um ano), em que será isolada a um canto da casa e retirada da vida social, para deixar de ser criança e se preparar para a vida adulta (por meio da mãe são dados ensinamentos sobre o casamento, aprendizado dos afazeres femininos, passagem de tradições da coletividade, etc.), além de evitar sua exposição precoce à sexualidade.

Além disso, 
“(...) é nesse período que tem início uma valiosa rede de transmissão de conhecimentos tradicionais (talvez libertários) que acompanharão a mulher até a vida adulta.”
Libertários, pois, ao contrário de outras culturas, incluindo a sociedade brasileira não-indígena, a menina kamaiurá que tem sua primeira menstruação (maitsot) passa a receber ensinamentos sobre o controle da reprodução biológica (evitando relações sexuais não desejadas ou por técnicas de abortamento). Dessa forma, essa é uma das áreas próprias do comando feminino, na qual não haverá interferências dos homens kamaiurá.
O "papel da mulher" Kamaiurá é exercido, principalmente, nas tarefas domésticas, que ocupam o dia inteiro, na criação dos filhos, e na manutenção de rituais, sendo que, alguns desses ritos devem ter seus preparativos (alimentação, danças, etc.) e, às vezes, execução, feita exclusivamente pelas mulheres Kamaiurá.
Apesar de haver um domínio masculino na pajelança, nos últimos anos houve um grande avanço no número de mulheres pajés entre alguns povos, bem como de outras funções de maior destaque e importância dentro das comunidades, como cacicas, guerreiras e outras lideranças; o que tem impactos no diálogo com a sociedade como um todo.
Alguns  fatores que auxiliam na explicação do crescimento e alargamento da atuação feminina indígena são
- Fenômeno migratório: o movimento de mudança para espaços não-indígenas e/ou urbanizados, principalmente por mulheres indígenas em busca de melhores condições (saúde, educação, etc.) para suas famílias provoca, dentre outras consequências, a necessidade dessas mulheres e gerir projetos próprios, escoar produtos de suas comunidades e também de consumir;
- Organizações coletivas e política institucionalizada  Esse fenômeno migratório, que se intensificou nos anos 1970 em função das influências globais do movimento feminista, quando algumas mulheres começaram a acompanhar seus maridos e familiares (muitos deles passaram a ter um posto de trabalho fixo em algum órgão governamental) em viagens cada vez mais rotineiras às cidades, ou mesmo fixando residência por longo período, foi o responsável por trazer novas e importantes demandas de organização às mulheres indígenas, em novo contexto, propiciado pelo contato com a sociedade não  indígena. Não por acaso, as primeiras associações de mulheres indígenas na Amazônia foram fundadas em ambiente urbano.[9]

“As transformações que se podem notar hoje no Brasil, (...) não podem ser definidas como rebeliões contra os homens ou de insurreições à vida estabelecida, a exemplo de Kamatapiri, mas (...) à medida que aumenta a participação política das mulheres, elas também passam a ter acesso ao mundo espiritual.”

## Trabalhos
“Tem doença que não precisa de médico. Pajé cura. A gente precisa trabalhar junto. Parteira, enfermeira, médico… do lado do pajé. Médico vai entender trabalho do pajé e pajé vai entender o trabalho do médico.”
Mapulu é reconhecida em sua comunidade e em várias outras como uma referência na arte da curanderia. É também uma exímia parteira, ofício de que gosta muito e tem muito orgulho.

No começo do ano de 2019, Mapulu idealizou com outras lideranças indígenas, o encontro dos "Pajemen" (pajés, rezadores, raizeiros e parteiras ) e agentes de saúde do Alto Xingu, no qual se discutiu a divisão dos papeis dos agentes de saúde indígena sobre as doenças que devem ser tratadas por médicos e enfermeiras e aquelas que devem ser tratadas pela pajelança.
"[Mapulu] Tornou-se uma pajé respeitada pelos Kamaiurá como por muitos povos do Alto Xingu. Mas sua fama de boa pajé ultrapassou os limites do Parque Indígena do Xingu, e Mapulu tem ido cada vez mais longe para socorrer pacientes, seja na Morená dos Kamaiurá, em aldeias de diferentes povos do Xingu como Ikpeng, Mehinako, Waurá, Kalapalo, Kaiabi, ou em aldeias dos Tapirapé (MT) e dos Karajá (TO). Já atendeu indígenas nas cidades de Canarana e Sinop, ambas no estado Mato Grosso. E, não raro, alguns brancos a procuram no Xingu."

### Sonhos de Mapulu
O sonho é uma das principais formas de comunicação dos pajés com o undo espiritual, o mundo dos mama'e (espírito), mundo dos espíritos comunicação com mama’e, ligação com mundo espiritual. É pelo estabelecimento dessa ligação, por meio de transes, que a pajé Mapulu é aconselhada, avisada e orientada pelos espíritos, conduzida na busca da cura de seus pacientes ou de algum mal que atinja a comunidade.
Atualmente, na aldeia Ipavu do povo Kamaiurá e em outros povos do Xingu, há várias mulheres pajés e outras manifestam o desejo de serem pajés um dia. Dentre elas, a filha da pajé Mapulu, a jovem Mapualu:
"É difícil, mas sei da importância de curar, devolver a vida à pessoa com risco de morte", orgulha-se a jovem Mapualu, filha de Mapulu. "Quero continuidade ao trabalho de minha mãe, valorizar e manter a cultura viva para o povo Kamayurá".

## Premiação e militância
Em 2018, a Pajé Mapulu recebeu o Prêmio Direitos Humanos do Ministério de mesmo nome, por ter se destacado na luta pela saúde dos povos indígenas (principalmente a saúde das mulheres).
Seu projeto foi unir os "Pajemen" (pajés, rezadores, raizeiros e parteiras) com os agentes de saúde do alto Xingu, buscando um acordo de qual doenças deve ser tratada com médicos e enfermeiros e aquelas que devem ser tratadas por pajés. A Pajé se destacou na luta por partos seguros das índigenas, criando políticas para saber quais devem ser realizados por parteiras e aqueles que por risco merecem atenção médica não-indígena. Esse projeto reforça o papel social, político e cultural dos Pajés, além de ser essencial na saúde e ao equilíbrio das comunidades e dos povos do Xingu.
"Assessoria de Comunicação do Ministério dos Direitos humanos — Qual a importância deste prêmio para o seu povo?
Mapulu kamayurá — O prêmio vem para fortalecer as ações internas da comunidade e para divulgar esse trabalho importante para outros povos por meio do diálogo e intercâmbio de saberes. Dando visibilidade, conquistando espaço e respeito à causa indígena ao jeito tradicional de viver e se organizar.
Ascom MDH — A senhora recebeu esta premiação do MDH por causa das suas ações de luta para melhorar as condições de vida das mulheres indígenas? Que trabalho é este?

Mapulu kamayurá — Esta é minha luta. Sou líder. Tenho que levar o papel do meu pai que lutou muito pelo povo dele e me pediu para lutar como ele, para levar meu povo para frente. Quem me deu força foi meu pai."
Além dos trabalhos ligados à promoção da saúde indígena, a pajé Mapulu é também bastante ativa na articulação de projetos diversos, como o de venda de artesanato da jovens indígenas na internet e da construção de centros de informática nas aldeias.